# Piper sinuclausum
Piper sinuclausum är en pepparväxtart som beskrevs av William Trelease. Piper sinuclausum ingår i släktet Piper och familjen pepparväxter. Inga underarter finns listade i Catalogue of Life.